# SLC25A38
SLC25A38 (англ. Solute carrier family 25 member 38) – білок, який кодується однойменним геном, розташованим у людей на 3-й хромосомі. Довжина поліпептидного ланцюга білка становить 304 амінокислот, а молекулярна маса — 33 566.
| 10         |  | 20         |  | 30         |  | 40         |  | 50         |
| ---------- |  | ---------- |  | ---------- |  | ---------- |  | ---------- |
| MIQNSRPSLL |  | QPQDVGDTVE |  | TLMLHPVIKA |  | FLCGSISGTC |  | STLLFQPLDL |
| LKTRLQTLQP |  | SDHGSRRVGM |  | LAVLLKVVRT |  | ESLLGLWKGM |  | SPSIVRCVPG |
| VGIYFGTLYS |  | LKQYFLRGHP |  | PTALESVMLG |  | VGSRSVAGVC |  | MSPITVIKTR |
| YESGKYGYES |  | IYAALRSIYH |  | SEGHRGLFSG |  | LTATLLRDAP |  | FSGIYLMFYN |
| QTKNIVPHDQ |  | VDATLIPITN |  | FSCGIFAGIL |  | ASLVTQPADV |  | IKTHMQLYPL |
| KFQWIGQAVT |  | LIFKDYGLRG |  | FFQGGIPRAL |  | RRTLMAAMAW |  | TVYEEMMAKM |
| GLKS       |  |            |  |            |  |            |  |            |

A: Аланін

C: Цистеїн

D: Аспарагінова кислота

E: Глутамінова кислота

F: Фенілаланін

G: Гліцин

H: Гістидин

I: Ізолейцин

K: Лізин

L: Лейцин

M: Метіонін

N: Аспарагін

P: Пролін

Q: Глутамін

R: Аргінін

S: Серин

T: Треонін

V: Валін

W: Триптофан

Задіяний у такому біологічному процесі, як транспорт. 
Локалізований у мембрані, мітохондрії, внутрішній мембрані мітохондрії.